# Bni Tsiriss
Bni Tsiriss (franska: Bni Tsiriss (CR), Bni Tsiriss (Commune Rurale), arabiska: بني هلال) är en kommun i Marocko.   Den ligger i provinsen Sidi Bennour och regionen Casablanca-Settat, 190 km sydväst om huvudstaden Rabat. Antalet invånare är 14 955.